# Гордана Гаджич
Гордана Гаджич (серб. Гордана Гаџић) — (21 серпня 1955) — югославська та сербська акторка.
Закінчила Факультет драматичного мистецтва (Белград).
За свою дипломну роботу (Леді Макбет) була відзначена як найкраща студентка курсу. За свою акторську кар'єру працювала майже в усіх белградських театрах, зіграла у близько 30 фільмах, знялась у кількох серіалах і театральних драмах.
Від 1992 року проживає та працює в Загребі. 1998 року заснувала власний театр «Ругантино».

## Вибіркова фільмографія
| Рік  | Назва                 | Роль             | Примітки |
| ---- | --------------------- | ---------------- | -------- |
| 2003 | Вершник               | Беґовиця         |          |
| 1997 | Вітаємо в Сараєві     | пані Савич       |          |
| 1990 | Орел                  | Златка           |          |
| 1988 | Якась дивна країна    | сестра художника |          |
| 1987 | Дежа Вю               | мати Михаїла     |          |
| 1981 | Перспективний хлопчик | Любиця           |          |